# Souhane
Souhane (în arabă صوحان) este o comună din provincia Blida, Algeria.
Populația comunei este de 260 de locuitori (2008).